# Meninx
Meninx é um sítio arqueológico situada na costa sudeste da ilha de Djerba, no sudeste da Tunísia, perto da localidade atual de Henchir El Kantara. Estende-se ao longo de dois quilómetros de comprimento por dois quilómetros de largura e é provável que uma parte esteja submersa pelas águas do Mediterrâneo.
Inicialmente um entreposto comercial fenício, a cidade conheceu o seu apogeu na época romana, quando se tornou a capital da ilha. O topónimo Meninx, que foi também o nome dado a Djerba, é de origem cartaginesa e significa "terra das águas que se afastam", uma menção ao facto das marés da ilha serem as mais altas do Mediterrâneo, um mar onde as marés são geralmente quase impercetíveis.
Numa primeira prospeção do sítio foram identificados os restos de termas, um anfiteatro, um teatro, uma basílica e possivelmente um fórum. O solo está juncado de ruínas, como bases de colunas em mármore branco, colunas em granito, capitéis e estátuas. O local nunca foi objeto de escavações profundas, embora tenham sido efetuadas algumas escavações dispersas antes e depois do período colonial francês. As autoridades coloniais francesas relatam vários casos de pilhagem e de desaparecimento de peças arqueológicas.